# Neckarufer Seitelsgrund-Moosklinge
Das Naturschutzgebiet Neckarufer Seitelsgrund-Moosklinge liegt auf dem Gebiet der Stadt Eberbach und der Gemeinde Schönbrunn im Rhein-Neckar-Kreis in Baden-Württemberg.
Das 47,3 ha große Gebiet erstreckt sich nördlich und nordwestlich des Schönbrunner Ortsteiles Moosbrunn entlang des östlich und nördlich fließenden Neckars und des Neckarzuflusses Klingenbach. Nördlich des Gebietes verläuft die B 45 und die Landesgrenze zu Hessen.

## Bedeutung
Das Gebiet steht seit dem 18. November 1986 unter der Kenn-Nummer 2.094 unter Naturschutz. Es handelt sich um eine ausgeprägte Neckarlandschaft mit markantem Prallhang, naturnaher Waldbestockung mit artenreichen Laubholzwäldern und Geophyten, Farnen und Moosen – ein naturnaher Lebensraum für gefährdete Vogelarten, Insekten und Schnecken.

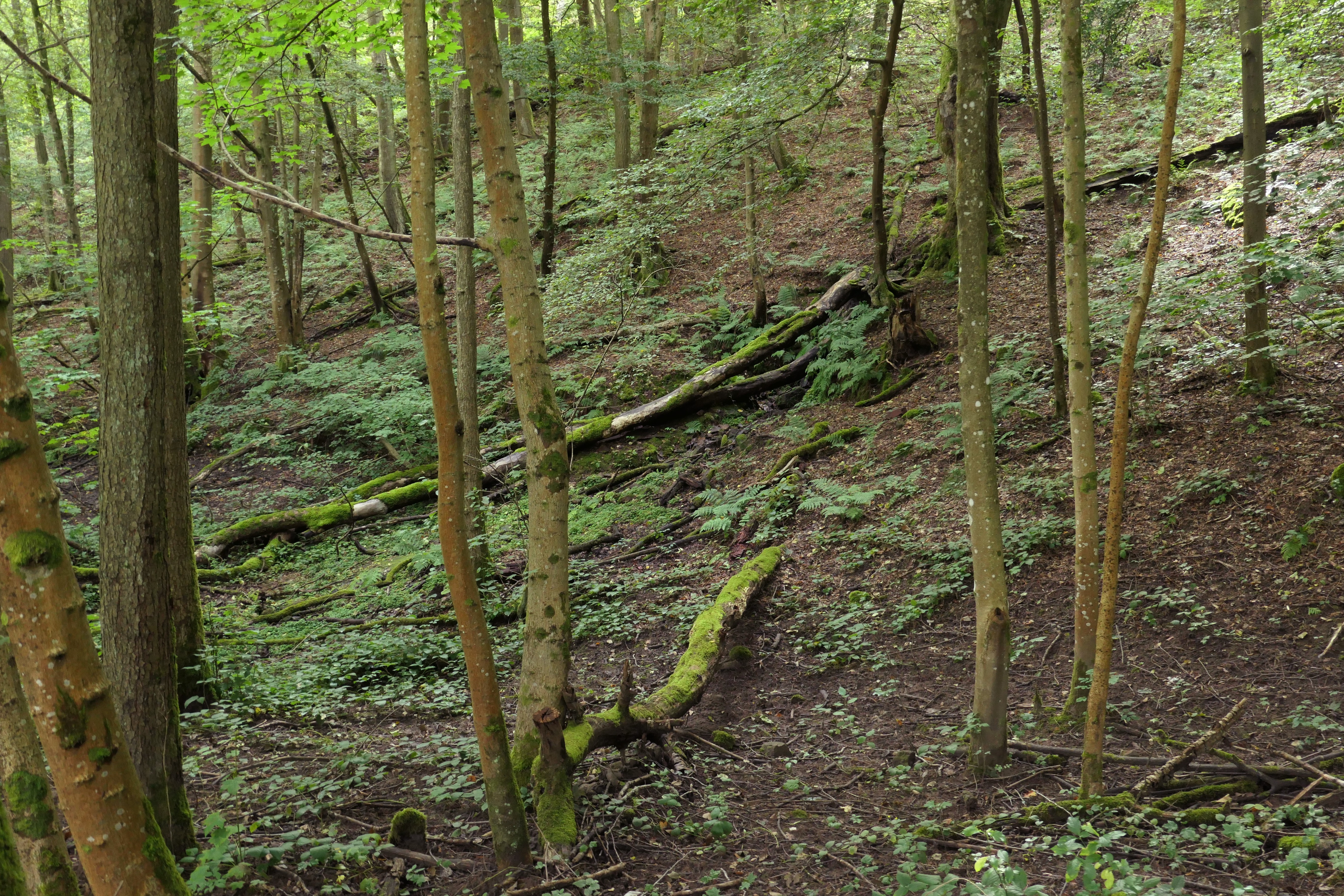
Prallhang im Westen des NSG (2023)
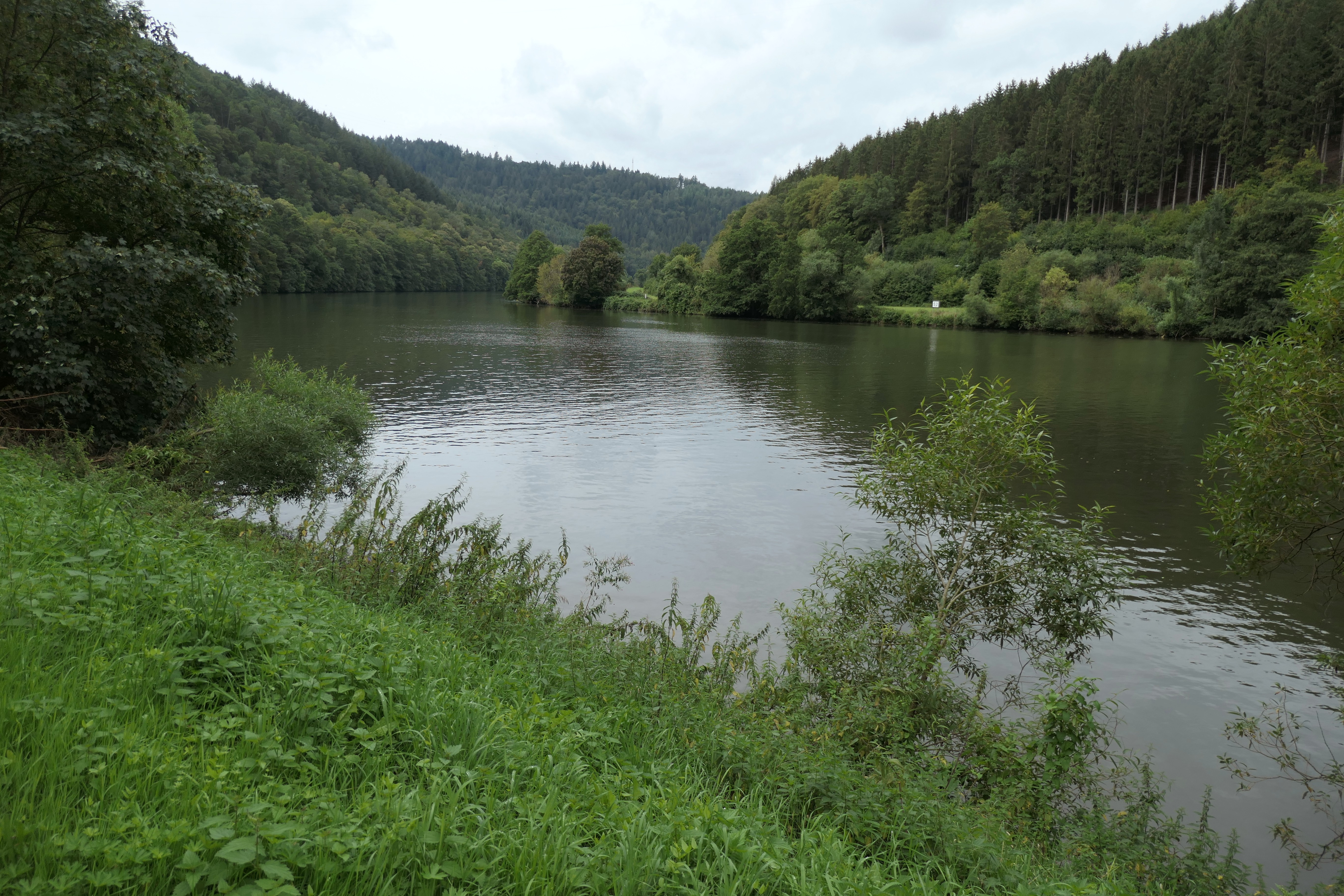
Neckarufer im Osten des NSG (2023)
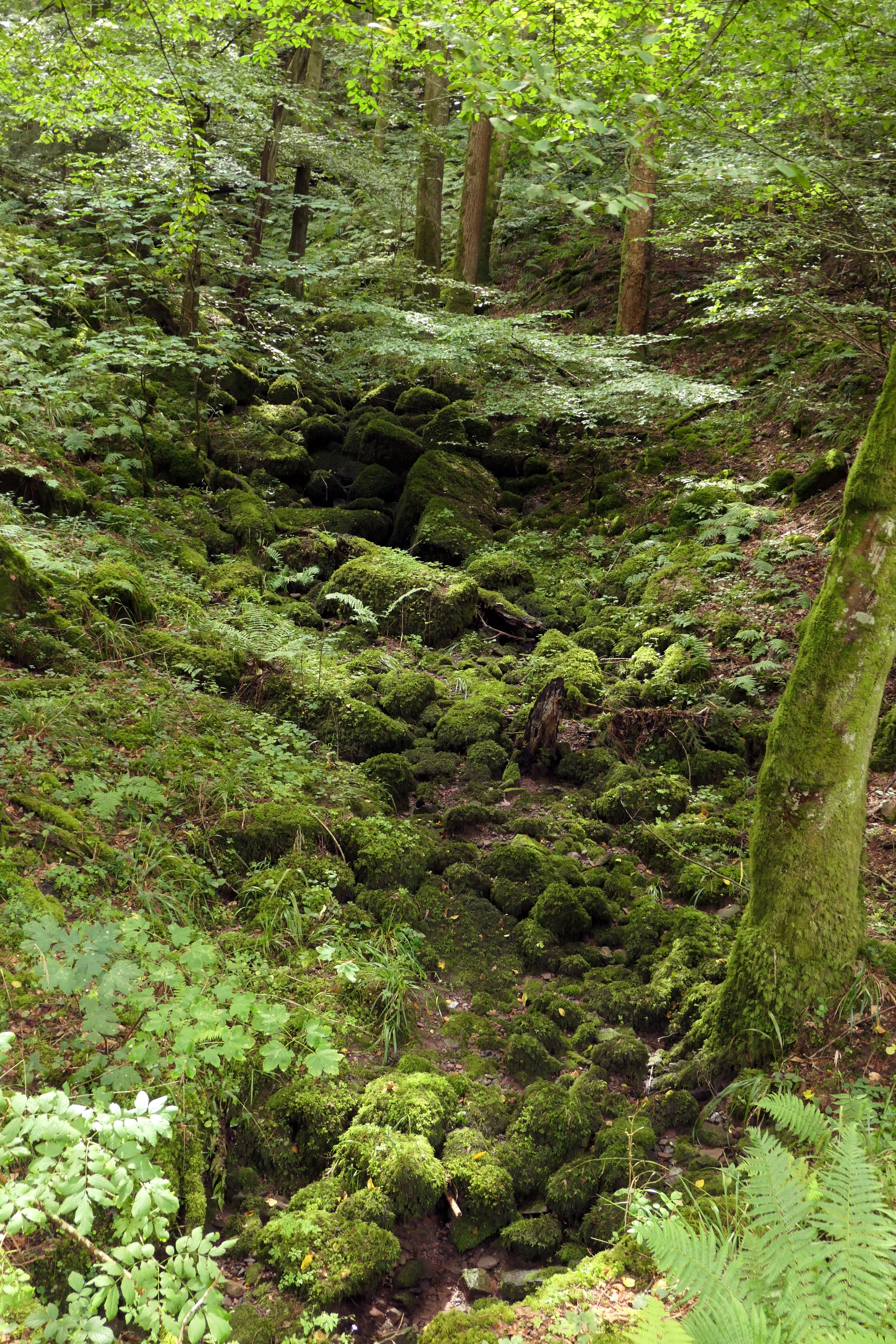
Tal des Klingenbachs (2023)